# Aluminiumgalliumindiumphosphid
Aluminiumgalliumindiumphosphid (AlInGaP), auch als Aluminiumindiumgalliumphosphid bezeichnet, ist ein
III-V-Verbindungshalbleiter bestehend aus Aluminium und der Legierung Galliumindiumphosphid. Der Werkstoff ist ein direkter Halbleiter und dient zur Herstellung von hellen Leuchtdioden und Laserdioden im Farbbereich Orange-Rot, Gelb bis Grün-Gelb. Die Farbe der Leuchtdiode wird über die Veränderung des Bandabstandes durch das Mischungsverhältnis der beiden Ausgangssubstanzen gewählt.
Kristalline Schichten aus AlInGaP werden durch Epitaxie auf einem Substrat von Galliumarsenid (GaAs) oder Galliumphosphid (GaP) gezüchtet.